# آنکادیمانگا
آنکادیمانگا (به لاتین: Ankadimanga) یک منطقهٔ مسکونی در ماداگاسکار است که در آنالامانگا واقع شده‌است. آنکادیمانگا ۱۵ کیلومتر مربع مساحت و ۹٬۵۲۶ نفر جمعیت دارد و ۱٬۳۱۰ متر بالاتر از سطح دریا واقع شده‌است.